# 拾遺 (官名)
拾遺，唐代言官，職掌規諫朝政缺失。
武則天垂拱元年（685年）設置拾遺，置左拾遺於門下省、右拾遺於中書省，職掌與左右補闕相同，位從八品上。北宋改為左右正言。明初建文帝又設拾遺，至成祖時廢除。唐朝詩人陳子昂、杜甫均曾擔任拾遺的官職，後人稱之陳拾遺、杜拾遺。
拾遺的品秩不高，僅從八品下。然而這是中央官職，可能是日後高升的起點。在唐憲宗元和元年舉行制舉考試，任命考取最高等的元稹為左拾遺，次等的白居易為京畿附近的盩庢縣尉、隔兩年後他才得到左拾遺的官職。白居易寫了一首《初授拾遺》表達此時的心境，也可從此看出這個官職的地位：
奉詔登左掖，束帶參朝議。何言初命卑，且脫風塵吏。杜甫陳子昂，才名括天地。當時非不遇，尚無過斯位。況余蹇薄者，寵至不自意。驚近白日光，慚非青雲器。天子方從諫，朝廷無忌諱。豈不思匪躬，適遇時無事。受命已旬月，飽食隨班次。諫紙忽盈箱，對之終自愧。

### 引用
1. ↑  《續資治通鑑‧宋太宗端拱元年》：「帝以補闕、拾遺多循默不修職業，二月乙未，改左、右補闕為左、右司諫，左、右拾遺為左、右正言。」
2. ↑  白居易《與元九書》：「詩人多蹇，如陳子昂杜甫各授一拾遺，而迍剝至死。」
3. ↑  《通典卷四十》